# Metalectra croceipalpis
Metalectra croceipalpis là một loài bướm đêm trong họ Erebidae.